# The End of Animal Farming
The End of Animal Farming: How Scientists, Entrepreneurs, and Activists Are Building an Animal-Free Food System (em português: O Fim da Criação de Animais: Como Cientistas, Empresários e Ativistas Estão Criando um Sistema Alimentar Livre de Animais) é um livro de 2018 de Jacy Reese que argumenta que a criação de animais acabará até o ano 2100 com base em um raciocínio de altruísmo eficaz e em uma estratégia de movimento social.

## Resumo
O livro descreve os princípios da filosofia do altruísmo efetivo e detalha a história do progresso moral da humanidade ao longo dos milênios. Em seguida, documenta o estado atual da pecuária industrial e o movimento dos animais de criação que busca reformar ou abolir a pecuária. Em seguida, o livro discute várias estratégias que podem ser e estão sendo utilizadas, como campanhas por ovos livres de gaiolas, ativismo vegetariano e tecnologias alimentares inovadoras, como a agricultura celular e a dieta baseada em plantas. Ele defende um foco estratégico na mudança de instituições em vez de mudar indivíduos, um foco em “eventos desencadeadores”, retórica que enfatiza como comer alimentos que não são de origem animal em vez de por quê, utilizando histórias antes de citar estatísticas sobre a agricultura animal e, finalmente, um uso seletivo do ativismo de confronto. Ele termina voltando à expansão do círculo moral e argumentando que os defensores devem gerar um entendimento moral amplo em vez de abordar as questões morais uma a uma.

## Recepção
A cobertura do livro foi em sua maioria positiva, destacando a tese provocativa do livro e o surgimento contemporâneo de produtos alimentícios à base de plantas e células. Alguns resenhistas enfatizaram o fato de Reese ter crescido no Texas, perto de fazendas de gado, ao mesmo tempo em que observaram os desafios de atingir um público amplo com uma mensagem vegana convencional. Molly Brown, da GeekWire, e Kelsey Piper, da Vox, enfatizaram a transição da “diatribe vegana” convencional para abordagens focadas no apelo do consumidor em massa e na tecnologia inovadora de alimentos. O livro foi elogiado por sua perspectiva otimista, apesar da gravidade da situação da agricultura industrial.

O livro foi criticado pela Current Affairs devido ao seu foco no altruísmo efetivo. Nathan J. Robinson escreveu:
O livro The End of Animal Farming foi escrito do ponto de vista do “altruísta eficaz” e traz as melhores e as piores tendências desse movimento. Em sua melhor forma, os altruístas eficazes ajudam a aprimorar nosso raciocínio moral e se concentram em ser úteis em vez de parecerem virtuosos. Você pode ver isso na abordagem de Reese: Ele quer convencê-lo de que acabar com a criação de animais é possível e apresentar uma série de etapas pelas quais isso pode ser alcançado, e não apenas mostrar que isso é importante. De fato, ele passa pouco tempo apresentando o caso moral, que é bastante simples, e a maior parte do livro é dedicada às soluções. Infelizmente, as qualidades frustrantes dos “altruístas eficazes” também são exibidas. Em um capítulo sobre como podemos “expandir ainda mais nosso círculo moral”, Reese discute algumas das outras causas de estimação do movimento do altruísmo eficaz (como impedir que uma criatura artificialmente inteligente escravize a humanidade) e reflete sobre questões morais sobre a colonização do espaço e os direitos civis de futuros robôs servidores. Esse altruísmo excêntrico não se baseia em evidências, mas em experimentos mentais sobre possíveis futuros distantes (Reese menciona a “emulação total do cérebro”), e faz com que alguns adeptos do altruísmo eficaz pensem que seu tempo é sabiamente gasto tentando ajudar a evitar o sofrimento hipotético e rebuscado do futuro, em vez do sofrimento real do presente.
No The New Republic, Rachel Riederer comentou:
O livro de Reese provavelmente não conquistará o coração e o paladar de muitos comedores de carne. Seu tom é friamente seco, beirando o matemático. Parte disso vem do compromisso de Reese com o altruísmo eficaz, cujos adeptos dizem que usam “evidências e análises cuidadosas para encontrar as melhores causas” em vez de “apenas fazer o que parece certo”. Pode ser uma mudança de tom refrescante em relação à compaixão extrema e à santimônia ocasional que pode cercar os argumentos a favor do bem-estar dos animais, e certamente é uma maneira sensata de organizar as atividades de um grupo de defesa, mas como motor de um trabalho de não ficção, a ênfase constante na eficiência é um pouco fria. Até mesmo a discussão de Reese sobre o sofrimento em si é matemática, pois ele calcula a quantidade de dano que uma fazenda causa pelo número de animais que ela mantém e pelo número de horas que eles passam lá, sem levar em conta as diferenças de consciência. Ele dá ao sofrimento de um peixe o mesmo peso que o sofrimento de um porco. No entanto, apesar de sua estrutura e tom, o argumento subjacente do livro em si é importante.
Davide Banis, da Forbes, escreveu que The End of Animal Farming é “pouco mais do que uma visão geral completa do tópico, o que significa que o autor apenas empilha uma série de fatos bastante conhecidos sobre a criação de animais, sem percepções mais originais. Às vezes, parece um 'livro de posicionamento': um livro escrito apenas para posicionar o autor como especialista em um campo em expansão."
Um trecho do livro sobre o tema da pecuária humanitária foi apresentado no The Guardian.